# Argentina kagoshimae
Argentina kagoshimae és una espècie de peix pertanyent a la família dels argentínids.

## Descripció
- Cos allargat i cilíndric.
- 10-11 radis tous a l'aleta dorsal i 10-13 a l'anal.
- Boca petita.[5]

## Hàbitat
És un peix marí, demersal i de clima temperat que viu entre 225 i 385 m de fondària.

## Distribució geogràfica
Es troba al Pacífic nord-occidental: el sud del Japó i Taiwan.

## Observacions
És inofensiu per als humans.